# Джон Мюррей (издательство)
Джон Мюррей (англ. John Murray) — лондонское издательство, основанное в XVIII веке Джоном I Мюрреем. С 2004 года входит в состав международной издательской группы Hachette.

## История
Первым в династии Мюрреев занялся издательским делом Джон МакМюррей (1737—1793), выкупив в 1768 году книжный бизнес Уильяма Сэндби на Флит-стрит, 32 в Лондоне. С переездом из Эдинбурга в Лондон он сменил фамилию на Мюррей, чтобы избежать предвзятого отношения к выходцам из Шотландии.
Через некоторое время после смерти отца в 1803 году бразды правления семейным бизнесом перешли к Джону II Мюррею. Он издавал Вальтера Скота, Байрона и Джейн Остин. Не брезговал участием в различных литературных спекуляциях, чем впоследствии заработал себе прозвище, данное ему Байроном, — «Анак среди издателей», что являлось отсылкой к Анаку из «Книги Чисел».
В 1843 году Джон III Мюррей стал единоличным главой издательства. Именно под его руководством стали выходить Мюреевские справочники для путешественников.
Также в этот период издавались Дэвид Ливингстон, геолог Чарлз Лайель и Чарлз Дарвин.
В 1892 сыновья Джона III Джон IV и Халлам руководили фирмой. Младший брат Халлам занимался иллюстрированием и созданием обложек к изданиям.
Из-за ссоры в 1908 младший брат покинул фирму с 3/8 доли в ней.
Джон IV становится одним из основателей ассоциации издателей. Также он сыграл важную роль в разработке акта об авторском праве 1911 года. В 1916 фирма выкупает издательство Смит, Элдер и Ко вместе с журналом The Cornhill Magazine.
В этот же период под именем Джона Мюррея издавались Артур Конан Дойл, Джордж Элиот и Томас Харди.
Джон V (Джек) Мюррей (1884—1967) занимался переизданиями каталога Джона Мюррея и Смита, а также продолжил дело своего отца — публикацию писем королевы Виктории.
В 1951 году издательство сменило свой юридический статус с товарищества на общество с ограниченной ответственностью.
Племянник Джона V — Джон (Джок) Грей добавил к имени фамилию Мюррей и стал партнёром компании в 1933 году. В это время компанией издавались Кеннет Кларк, Патрик Ли Фермор и Фрейя Старк.
В 1987 году управление компанией было передано сыну Джона VI — Джону VII Мюррею. До конца XX века он продолждал издавать книги и журналы различной тематики.
В 2002 году компания была одним из старейших независимых семейных издательств в мире. В том же году издательство было продано компании Hodder Headline, позже поглощённой французской Lagardère и к 2024 году используется как импринт Hachette под названием «John Murray Press».
В 2006 году Национальная библиотека Шотландии приобрела бо́льшую часть архива Джона Мюррея за 31 миллион фунтов.

## Известные публикации
| Год              | Автор                 | Название                 |
| ---------------- | --------------------- | ------------------------ |
| 1789, 1792, 1798 | Иоганн Каспар Лафатер | Essays on Physiognomy    |
| 1816             | Вальтер Скот          | Чёрный карлик            |
| 1830             | Чарлз Лайель          | Основные начала геологии |
| 1859             | Чарлз Дарвин          | Происхождение видов      |
| 1907—1932        |                       | Письма королевы Виктории |
| 1917             | Артур Конан Дойл      | Его прощальный поклон    |
| 1927             | Артур Конан Дойл      | Архив Шерлока Холмса     |
| 1954             | Адриан Конан Дойл     | Подвиги Шерлока Холмса   |